# Келесиду, Анастасия
Анастасия Келесиду (греч. Αναστασία Κελεσίδου; род. 28 ноября 1972, Гамбург) — греческая легкоатлетка, специалистка по метанию диска. Выступала за сборную Греции по лёгкой атлетике в 1994—2004 годах, серебряная призёрка Олимпийских игр 2000 года в Сиднее и 2004 года в Афинах, серебряная и бронзовая призёрка чемпионатов мира и Европы, чемпионка Средиземноморских игр, рекордсменка страны.

## Биография
Анастасия Келесиду родилась 28 ноября 1972 года в Гамбурге, ФРГ.
Занималась лёгкой атлетикой в клубе «Ираклис» в Салониках.
Дебютировала на взрослом международном уровне в сезоне 1994 года, когда вошла в основной состав греческой национальной сборной и выступила на чемпионате Европы в Хельсинки, где метнула диск на 54,08 метра, не сумев преодолеть предварительный квалификационный этап.
В 1995 году с результатом 58,96 метра заняла 11 место на чемпионате мира в Гётеборге.
Благодаря череде удачных выступлений удостоилась права защищать честь страны на летних Олимпийских играх 1996 года в Атланте, однако выйти здесь в финал не смогла — на квалификационном этапе показала итоговый восемнадцатый результат (59,60 метра).
В 1997 году одержала победу на Средиземноморских играх в Бари, стартовала на домашнем мировом первенстве в Афинах.
На европейском первенстве 1998 года в Будапеште с результатом 62,95 метра стала в итоговом протоколе седьмой.
В 1999 году побывала на чемпионате мира в Севилье, откуда привезла награду серебряного достоинства — в финале метания диска уступила только немке Франке Дитч. Также в этом сезоне на соревнованиях в Ретимноне в седьмой раз обновила национальный рекорд Греции — 67,70 метра.
Находясь в числе лидеров легкоатлетической команды Греции, благополучно прошла отбор на Олимпийские игры 2000 года в Сиднее — на сей раз метнула диск на 65,71 метра и завоевала серебряную олимпийскую медаль, проиграв в финале представительнице Белоруссии Эллине Зверевой.
После сиднейской Олимпиады Келесиду осталась в составе греческой национальной сборной на ещё один олимпийский цикл и продолжила принимать участие в крупнейших международных стартах. Так, в 2001 году в метании диска она взяла бронзу на мировом первенстве в Эдмонтоне, показав результат 65,50 метра.
В 2002 году с результатом 63,92 метра стала бронзовой призёркой на европейском первенстве в Мюнхене.
В 2003 году на чемпионате мира в Париже добавила в послужной список награду серебряного достоинства, уступив в финале только Ирине Ятченко из Белоруссии.
На домашних Олимпийских играх 2004 года в Афинах вновь завоевала серебряную медаль — здесь её результат 66,68 метра превзошла россиянка Наталья Садова.
Баллотировалась на выборах президента Федерации лёгкой атлетики Греции (SEGAS) 31 марта 2021 года, получила 107 голосов и проиграла Софии Сакорафе, которая набрала 114 голосов.